# Llista de governadors de Quintana Roo

Escut de Quintana Roo

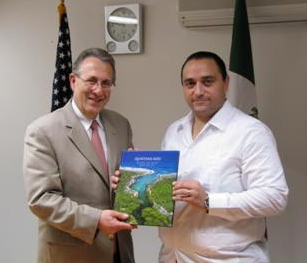
Anthony Wayne i Roberto Borge Angulo

Aquesta és la llista de governadors de Quintana Roo. Quintana Roo fou creat com a territori mexicà el 1902 separat de Yucatán i fou admès com a estat de Mèxic el 8 d'octubre de 1974.

## Caps Polítics del Territori Federal de Quintana Roo
- (1902 - 1903): José María de la Vega
- (1903 - 1911): Ignacio A. Bravo
- (1911 - 1912): Manuel Sánchez Rivera
- (1912): Rafael Eguía Lis
- (1912 - 1913): Alfredo Cámara Vales
- (1913): Isidro Escobar Garrido
- (1913): Alfonso Carrera Carbó
- (1913): Víctor M. Morón
- (1913): Arturo Garcilazo Juárez
- (1913 - 1915): Anexión a Yucatán
- (1915 - 1916): Carlos Plank
- (1916 - 1917): Carlos A. Vidal

## Governadors del Territori Federal de Quintana Roo
- (1917 - 1918): Carlos A. Vidal
- (1918 - 1921): Octaviano Solís Aguirre
- (1921): Pascual Coral Heredia
- (1921 - 1923): Librado Abitia
- (1923): Camilo E. Félix
- (1923 - 1924): Anastasio Rojas
- (1924): Librado Abitia
- (1924 - 1925): Enrique Barocio Barrios
- (1925): Amado Aguirre Santiago
- (1925): Enrique Barocio Barrios
- (1925 - 1926): Candelario Garza
- (1926): Malrubio de la Chapa
- (1926 - 1927): Antonio Ancona Albertos
- (1927 - 1930): José Siurob
- (1930): Daniel García de la Ribera
- (1930 - 1931): Arturo Campillo Seyde
- (1931): J. Félix Bañuelos
- (1931 - 1935): Anexión a Yucatán y Campeche
- (1935 - 1940): Rafael E. Melgar
- (1940 - 1944): Gabriel R. Guevara
- (1944 - 1959): Margarito Ramírez
- (1959 - 1964): Aarón Merino Fernández
- (1965 - 1967): Ruffo Figueroa Figueroa
- (1967 - 1970): Javier Rojo Gómez
- (1971 - 1975): David Gustavo Gutiérrez
- (1975): Dionisio Vera Casanova

## Governadors Constitucionals de l'Estat Lliure i Sobirà de Quintana Roo
- (1975 - 1981): Jesús Martínez Ross
- (1981 - 1987): Pedro Joaquín Coldwell
- (1987 - 1993): Miguel Borge Martín
- (1993 - 1999): Mario Villanueva Madrid
- (1999 - 2005): Joaquín Hendricks Díaz
- (2005 - 2011): Félix González Canto
- (2011 - 2016): Roberto Borge Angulo